# فرانچسکو مانچینی (بازیکن فوتبال، زاده ۱۹۶۸)
فرانچسکو مانچینی (انگلیسی: Francesco Mancini; ۱۰ اکتبر ۱۹۶۸ – ۳۰ مارس ۲۰۱۲) بازیکن فوتبال اهل ایتالیا بود.
از باشگاه‌هایی که در آن بازی کرده‌است می‌توان به باشگاه ورزشی لاتزیو، باشگاه فوتبال فوجا، باشگاه فوتبال سالرنیتانا، باشگاه فوتبال باری، باشگاه فوتبال پیزا، ماترا کالچو، و باشگاه فوتبال ناپولی اشاره کرد.